# Segunda Categoría del Azuay 2014
El Campeonato Provincial de Fútbol de Segunda Categoría de Azuay 2014 es un torneo de fútbol en Ecuador en el cual compiten equipos de la Provincia del Azuay. El torneo es organizado por Asociación de Fútbol Profesional del Azuay (AFA) y avalado por la Federación Ecuatoriana de Fútbol. El torneo dio inicio el 3 de mayo de 2014 y finalizó el 19 de julio de 2014. Participaron 8 clubes de fútbol y entregó 2 cupos al Zonal de Ascenso de la Segunda Categoría 2014.

## Equipos participantes
| Equipos participantes                    | Equipos participantes | Equipos participantes                                           |
| ---------------------------------------- | --------------------- | --------------------------------------------------------------- |
|                                          |                       |                                                                 |
| Equipo                                   | Ciudad                | Estadio                                                         |
| Círculo Cruz del Vado Social y Deportivo | Cuenca                | Estadio Alejandro Serrano Aguilar                               |
| Liga Deportiva Universitaria de Cuenca   | Cuenca                | Estadio Cazhapata                                               |
| Club Social y Deportivo La Gloria        | Cuenca                | Estadio Alejandro Serrano Aguilar                               |
| Club Sociedad Deportiva El Cuartel       | Paute                 | Estadio Eduardo Crespo Malo                                     |
| Club Deportivo Estudiantes               | Cuenca                | Estadio Alejandro Serrano Aguilar                               |
| Club Social Deportivo Tecni Club         | Cuenca                | Estadio Universidad Politécnica Salesiana - Valeriano Gavinelli |
| Gualaceo Sporting Club                   | Gualaceo              | Estadio Gerardo León Pozo                                       |
| Club Deportivo Estrella Roja             | Cuenca                | Estadio Alejandro Serrano Aguilar                               |

## Posiciones
| Pos | Equipo               | Pts | PJ | G  | E | P  | GF | GC | Dif |
| --- | -------------------- | --- | -- | -- | - | -- | -- | -- | --- |
| 1°  | Gualaceo S.C.        | 34  | 14 | 11 | 1 | 2  | 69 | 11 | +58 |
| 2º  | C.D. Estrella Roja   | 33  | 14 | 10 | 3 | 1  | 48 | 4  | +44 |
| 3º  | C.S.D. Tecni Club    | 33  | 14 | 10 | 3 | 1  | 48 | 7  | +41 |
| 4º  | C.S.D. El Cuartel    | 21  | 14 | 7  | 0 | 7  | 23 | 27 | -4  |
| 5º  | Liga de Cuenca       | 21  | 14 | 7  | 0 | 7  | 32 | 39 | -7  |
| 6º  | C.S.D. Cruz del Vado | 16  | 14 | 5  | 1 | 8  | 23 | 31 | -8  |
| 7º  | C.D. Estudiantes     | 3   | 13 | 1  | 0 | 12 | 8  | 67 | -59 |
| 8º  | C.S.D. La Gloria     | 0   | 13 | 0  | 0 | 13 | 11 | 74 | -63 |

|  | Clasifican a los zonales de la Segunda Categoría 2014 |

## Evolución de la Clasificación
| Equipo / Jornada     | 01 | 02 | 03 | 04 | 05 | 06 | 07 | 08 | 09 | 10 | 11 | 12 | 13 | 14 |
| -------------------- | -- | -- | -- | -- | -- | -- | -- | -- | -- | -- | -- | -- | -- | -- |
| C.S.D. Cruz del Vado | 6  | 5  | 4  | 4  | 5  | 6  | 6  | 6  | 6  | 6  | 6  | 6  | 6  | 6  |
| Liga de Cuenca       | 7  | 7  | 7  | 6  | 6  | 5  | 5  | 5  | 5  | 5  | 5  | 5  | 4  | 5  |
| C.S.D. La Gloria     | 5  | 8  | 8  | 8  | 8  | 8  | 8  | 8  | 8  | 8  | 8  | 8  | 8  | 8  |
| C.S.D. El Cuartel    | 8  | 6  | 6  | 5  | 4  | 4  | 3  | 3  | 4  | 4  | 4  | 4  | 5  | 4  |
| C.D. Estudiantes     | 3  | 4  | 5  | 7  | 7  | 7  | 7  | 7  | 7  | 7  | 7  | 7  | 7  | 7  |
| C.S.D. Tecni Club    | 4  | 3  | 3  | 3  | 3  | 2  | 2  | 1  | 1  | 1  | 1  | 1  | 3  | 3  |
| Gualaceo S.C.        | 2  | 2  | 2  | 2  | 2  | 3  | 4  | 4  | 3  | 3  | 2  | 2  | 1  | 1  |
| C.D. Estrella Roja   | 1  | 1  | 1  | 1  | 1  | 1  | 1  | 2  | 2  | 2  | 3  | 3  | 2  | 2  |

## Resultados
|  | C.D. Estrella Roja | 4 - 0 | C.S.D. El Cuartel    |  | Alejandro Serrano Aguilar | 3 de mayo | 11:30 |
|  | Liga de Cuenca     | 3 - 6 | Gualaceo S.C.        |  | Cazhapata                 | 3 de mayo | 12:00 |
|  | C.S.D. Tecni Club  | 1 - 0 | C.S.D. Cruz del Vado |  | Valeriano Gavinelli       | 3 de mayo | 13:00 |
|  | C.D. Estudiantes   | 3 - 2 | C.S.D. La Gloria     |  | Alejandro Serrano Aguilar | 3 de mayo | 14:00 |

|  | C.S.D. El Cuartel    | 1 - 0 | Liga de Cuenca     |  | Eduardo Crespo Malo       | 10 de mayo | 14:00 |
|  | C.S.D. La Gloria     | 0 - 9 | C.D. Estrella Roja |  | Alejandro Serrano Aguilar | 11 de mayo | 09:30 |
|  | C.S.D. Cruz del Vado | 3 - 2 | C.D. Estudiantes   |  | Alejandro Serrano Aguilar | 11 de mayo | 11:30 |
|  | Gualaceo S.C.        | 0 - 0 | C.S.D. Tecni Club  |  | Gerardo León Pozo         | 11 de mayo | 15:00 |

|  | Liga de Cuenca       | 0 - 2 | C.D. Estrella Roja |  | Cazhapata                 | 17 de mayo | 12:00 |
|  | C.S.D. Tecni Club    | 3 - 1 | C.S.D. El Cuartel  |  | Valeriano Gavinelli       | 17 de mayo | 13:00 |
|  | C.D. Estudiantes     | 1 - 5 | Gualaceo S.C.      |  | Alejandro Serrano Aguilar | 18 de mayo | 10:00 |
|  | C.S.D. Cruz del Vado | 7 - 2 | C.S.D. La Gloria   |  | Alejandro Serrano Aguilar | 18 de mayo | 12:00 |

|  | C.D. Estrella Roja | 1 - 1 | C.S.D. Tecni Club    |  | Alejandro Serrano Aguilar | 21 de mayo | 12:00 |
|  | C.S.D. El Cuartel  | 3 - 1 | C.D. Estudiantes     |  | Eduardo Crespo Malo       | 21 de mayo | 14:00 |
|  | Gualaceo S.C.      | 4 - 0 | C.S.D. Cruz del Vado |  | Gerardo León Pozo         | 21 de mayo | 16:00 |
|  | C.S.D. La Gloria   | 2 - 7 | Liga de Cuenca       |  | Alejandro Serrano Aguilar | 21 de mayo | 16:00 |

|  | C.D. Estudiantes     | 0 - 11 | C.D. Estrella Roja |  | Alejandro Serrano Aguilar | 25 de mayo | 10:00 |
|  | C.S.D. Cruz del Vado | 0 - 1  | C.S.D. El Cuartel  |  | Alejandro Serrano Aguilar | 25 de mayo | 12:00 |
|  | C.S.D. Tecni Club    | 3 - 0  | Liga de Cuenca     |  | Valeriano Gavinelli       | 25 de mayo | 12:00 |
|  | Gualaceo S.C.        | 4 - 0  | C.S.D. La Gloria   |  | Gerardo León Pozo         | 25 de mayo | 16:00 |

|  | Liga de Cuenca     | 4 - 0 | C.D. Estudiantes     |  | Cazhapata           | 31 de mayo | 12:00 |
|  | C.D. Estrella Roja | 3 - 0 | C.S.D. Cruz del Vado |  | Cazhapata           | 31 de mayo | 15:00 |
|  | C.S.D. La Gloria   | 0 - 7 | C.S.D. Tecni Club    |  | Valeriano Gavinelli | 1 de junio | 12:00 |
|  | C.S.D. El Cuartel  | 3 - 2 | Gualaceo S.C.        |  | Eduardo Crespo Malo | 1 de junio | 16:00 |

|  | C.S.D. La Gloria     | 2 - 6 | C.S.D. El Cuartel  |  | Cazhapata           | 7 de junio | 09:00 |
|  | C.S.D. Cruz del Vado | 1 - 4 | Liga de Cuenca     |  | Cazhapata           | 7 de junio | 11:30 |
|  | C.D. Estudiantes     | 0 - 5 | C.S.D. Tecni Club  |  | Valeriano Gavinelli | 8 de junio | 11:30 |
|  | Gualaceo S.C.        | 1 - 2 | C.D. Estrella Roja |  | Gerardo León Pozo   | 8 de junio | 16:00 |

|  | Liga de Cuenca     | 3 - 1  | C.S.D. Cruz del Vado |  | Cazhapata           | 14 de junio | 12:00 |
|  | C.S.D. Tecni Club  | 12 - 0 | C.D. Estudiantes     |  | Valeriano Gavinelli | 14 de junio | 13:00 |
|  | C.S.D. El Cuartel  | 2 - 0  | C.S.D. La Gloria     |  | Eduardo Crespo Malo | 14 de junio | 14:00 |
|  | C.D. Estrella Roja | 0 - 1  | Gualaceo S.C.        |  | Cazhapata           | 14 de junio | 15:00 |

|  | C.S.D. Tecni Club    | 5 - 1 | C.S.D. La Gloria   |  | Cazhapata         | 21 de junio | 09:00 |
|  | C.D. Estudiantes     | 1 - 3 | Liga de Cuenca     |  | Cazhapata         | 21 de junio | 11:00 |
|  | C.S.D. Cruz del Vado | 1 - 1 | C.D. Estrella Roja |  | Cazhapata         | 21 de junio | 13:00 |
|  | Gualaceo S.C.        | 5 - 1 | C.S.D. El Cuartel  |  | Gerardo León Pozo | 22 de junio | 16:00 |

|  | Liga de Cuenca     | 1 - 3  | C.S.D. Tecni Club    |  | Cazhapata                 | 28 de junio | 09:00 |
|  | C.D. Estrella Roja | 4 - 0  | C.D. Estudiantes     |  | Alejandro Serrano Aguilar | 28 de junio | 10:00 |
|  | C.S.D. El Cuartel  | 0 - 1  | C.S.D. Cruz del Vado |  | Eduardo Crespo Malo       | 28 de junio | 14:00 |
|  | C.S.D. La Gloria   | 0 - 11 | Gualaceo S.C.        |  | Alejandro Serrano Aguilar | 29 de junio | 09:00 |

|  | C.S.D. Tecni Club    | 0 - 0 | C.D. Estrella Roja |  | Valeriano Gavinelli       | 2 de julio | 13:00 |
|  | C.D. Estudiantes     | 0 - 3 | C.S.D. El Cuartel  |  | Alejandro Serrano Aguilar | 2 de julio | 14:00 |
|  | C.S.D. Cruz del Vado | 0 - 5 | Gualaceo S.C.      |  | Alejandro Serrano Aguilar | 2 de julio | 16:00 |
|  | Liga de Cuenca       | 2 - 0 | C.S.D. La Gloria   |  | Cazhapata                 | 3 de julio | 16:00 |

|  | C.S.D. La Gloria   | 2 - 5 | C.S.D. Cruz del Vado |  | Alejandro Serrano Aguilar | 6 de julio | 14:00 |
|  | C.D. Estrella Roja | 3 - 0 | Liga de Cuenca       |  | Alejandro Serrano Aguilar | 6 de julio | 16:00 |
|  | C.S.D. El Cuartel  | 0 - 2 | C.S.D. Tecni Club    |  | Eduardo Crespo Malo       | 6 de julio | 16:00 |
|  | Gualaceo S.C.      | 8 - 0 | C.D. Estudiantes     |  | Gerardo León Pozo         | 6 de julio | 16:00 |

|  | Liga de Cuenca     | 5 - 2 | C.S.D. El Cuartel    |  | Cazhapata                 | 11 de julio | 13:00 |
|  | C.D. Estrella Roja | 6 - 0 | C.S.D. La Gloria     |  | Alejandro Serrano Aguilar | 12 de julio | 16:00 |
|  | C.D. Estudiantes   | 0 - 4 | C.S.D. Cruz del Vado |  | Alejandro Serrano Aguilar | 13 de julio | 09:00 |
|  | C.S.D. Tecni Club  | 1 - 3 | Gualaceo S.C.        |  | Alejandro Serrano Aguilar | 13 de julio | 11:30 |

|  | C.S.D. El Cuartel    | 0 - 2  | C.D. Estrella Roja |  | Eduardo Crespo Malo       | 19 de julio    | 15:00 |
|  | Gualaceo S.C. (C)    | 14 - 0 | Liga de Cuenca     |  | Gerardo León Pozo         | 19 de julio    | 15:00 |
|  | C.S.D. Cruz del Vado | 0 - 5  | C.S.D. Tecni Club  |  | Alejandro Serrano Aguilar | 19 de julio    | 15:00 |
|  | C.S.D. La Gloria     | -      | C.D. Estudiantes   |  | Alejandro Serrano Aguilar | No se programó | --:-- |

### Campeón
| |
| Gualaceo Sporting Club 3.er Título Clasifica a los zonales de la Segunda Categoría 2014 - También clasifica Club Deportivo Estrella Roja como Vicecampeón. |